# 유복 (의성후)
유복(劉福, ? ~ 기원전 104년)은 전한 중기의 제후로, 치천의왕의 손자이다.

## 생애
원정 원년(기원전 116년), 아버지 유언의 뒤를 이어 의성후(宜成侯)에 봉해졌다.
태초 원년(기원전 104년), 동생을 죽인 죄로 기시에 처하고 봉국은 폐지되었다.

## 출전
- 사마천, 《사기》 권21 건원이래왕자후자연표
- 반고, 《한서》 권15상 왕자후표 上

| 선대 아버지 의성강후 유언 | 전한의 의성후 기원전 116년 ~ 기원전 104년 | 후대 (봉국 폐지) |